# Leichtathletik-Weltmeisterschaften 1995/Teilnehmer (Algerien)
| Goldmedaillen | Silbermedaillen | Bronzemedaillen |
| ------------- | --------------- | --------------- |
| 2             | –               | –               |

Algerien stellte mindestens eine Teilnehmerin und sechs Teilnehmer bei den Leichtathletik-Weltmeisterschaften 1995 in der schwedischen Stadt Göteborg.

## Medaillen
Mit zwei gewonnenen Goldmedaillen belegte das algerische Team Platz 10 im Medaillenspiegel.
 Gold
- Hassiba Boulmerka, 1500 m der Frauen
- Noureddine Morceli, 1500 m der Männer

## Ergebnisse

### Männer

#### Laufdisziplinen
| Athlet             | Disziplin        | Vorlauf      | Vorlauf | Viertelfinale | Viertelfinale | Halbfinale         | Halbfinale         | Finale               | Finale               |
| Athlet             | Disziplin        | Zeit         | Platz   | Zeit          | Platz         | Zeit               | Platz              | Zeit                 | Platz                |
| ------------------ | ---------------- | ------------ | ------- | ------------- | ------------- | ------------------ | ------------------ | -------------------- | -------------------- |
| Amar Hecini        | 400 m            | 46,29 s      | 28      | 46,64 s       | 30            | nicht qualifiziert | nicht qualifiziert | –––                  | –––                  |
| Noureddine Morceli | 1500 m           | 3:42,58 min  | 18      |               |               | 3:38,37 min        | 7                  | 3:33,73 min          | Gold                 |
| Reda Benzine       | 5000 m           | 13:45,39 min | 28      |               |               | nicht qualifiziert | nicht qualifiziert |                      |                      |
| Sid-Ali Sakhri     | Marathon         |              |         |               |               |                    |                    | Rennen nicht beendet | Rennen nicht beendet |
| Mohamed Belabbes   | 3000 m Hindernis | 8:33,13 min  | 27      |               |               | nicht qualifiziert | nicht qualifiziert | –––                  | –––                  |

#### Sprung/Wurf
| Athlet      | Disziplin  | Qualifikation | Qualifikation | Finale             | Finale             |
| Athlet      | Disziplin  | Weite         | Platz         | Weite              | Platz              |
| ----------- | ---------- | ------------- | ------------- | ------------------ | ------------------ |
| Hakim Toumi | Hammerwurf | 68,36         | 31            | nicht qualifiziert | nicht qualifiziert |

### Frauen

#### Laufdisziplinen
| Athletin          | Disziplin | Vorlauf     | Vorlauf | Viertelfinale | Viertelfinale | Halbfinale  | Halbfinale | Finale      | Finale |
| Athletin          | Disziplin | Zeit        | Platz   | Zeit          | Platz         | Zeit        | Platz      | Zeit        | Platz  |
| ----------------- | --------- | ----------- | ------- | ------------- | ------------- | ----------- | ---------- | ----------- | ------ |
| Hassiba Boulmerka | 1500 m    | 4:11,35 min | 1       |               |               | 4:09,13 min | 7          | 4:02,42 min | Gold   |